# フランチェスカ・ドナー
フランチェスカ・ドナー（Francesca Donner、프란체스카 도너、韓国名: 李 富蘭（イ・ブラン、이부란）、1900年6月15日 – 1992年3月19日）は、第1～3代大韓民国大統領・李承晩の妻で、韓国史上初のファーストレディ。

## 人物・生涯
1900年6月15日 オーストリアのウィーンで、実業家のルドルフ・ドナーの三女として生まれた。スイスのジュネーヴにある国際連盟で通訳などとして働いていた1934年に、大韓民国臨時政府の代表として訪れていた李承晩と知り合い、周囲の反対を押し切って、同年10月8日にアメリカのニューヨークで婚約した。ちなみに、承晩との結婚は再婚だった。
フランチェスカは一時「濠洲宅（호주댁）」とも呼ばれていたが、これは承晩と彼女の存在を受け入れることが出来なかった、海外在住の韓国人と独立運動家達が、彼女を“女史”と呼ばず、「濠洲宅」と呼んだことに起因する。因みに「濠洲宅」という漢字表記は、彼女の出身国オーストリアを、名前の似ているオーストラリアと誤って伝えられたことによって付けられたものである。一時はアメリカ出身という説も伝わっていた。
1945年10月に韓国へ渡り、夫が大統領に就任した後も、ドイツ語・英語・フランス語に堪能で、タイプライターの操作にも長けていたフランチェスカは、夫の秘書としての役割も果たし、生涯夫の国際舞台における活躍をサポートし続けた。
第一共和国末期には、夫に代わって政策問題の処理に当たることもあったが、四月革命に伴う失脚により、アメリカ・ハワイへ亡命した。その後、夫は1965年7月19日に同地で亡くなり、以降は故郷であるオーストリアを経て、1970年5月16日に韓国へ戻り、青瓦台が主催する各種行事に、貴賓として度々招待された。
1992年3月19日に、ソウル特別市において91歳で死去。